# Kwiatków (Opole)
Pour les articles homonymes, voir Kwiatków.
Kwiatków est une localité polonaise de la voïvodie d'Opole et du powiat de Nysa.

## Personnages célèbres
- Alexander von Falkenhausen (1878-1966), militaire allemand